# Michele Pelliccia
Michele Pelliccia, (nacido el 27 de octubre de 1910 en Nueva York, Nueva York,) fue un jugador de baloncesto italiano. Fue medalla de plata con Italia en el Eurobasket de Letonia 1937.